# Herb gminy Jonkowo
Herb gminy Jonkowo – jeden z symboli gminy Jonkowo, ustanowiony 9 października 2002.

## Wygląd i symbolika
Herb przedstawia na tarczy dzielonej w słup w polu lewym drzewo bukowe – symbol Leśnego Rezerwatu Przyrody "Kamienna Góra",  utworzonego na terenie gminy w celu ochrony drzewostanu buczyny pomorskiej, natomiast w polu prawym umieszczona jest postać Świętego Jana Chrzciciela, patrona kościoła parafialnego w Jonkowie. 